# Lubawiczskoje (rejon rudniański)
Lubawiczskoje (ros. Любавичское сельское поселение) – jednostka administracyjna (osiedle wiejskie) wchodząca w skład rejonu rudniańskiego w оbwodzie smoleńskim w Rosji.
Centrum administracyjnym osiedla wiejskiego jest wieś (ros. деревня, trb. dieriewnia) Lubawiczi.

## Geografia
Powierzchnia osiedla wiejskiego wynosi 265 km², a jego głównymi rzekami są Małaja Bieriezina i Bieriezina.

## Historia
Osiedle powstało na mocy uchwały obwodu smoleńskiego z 28 grudnia 2004 r., a uchwałą z dnia 20 grudnia 2018 roku w jego skład weszły wszystkie miejscowości osiedla Kazimirowskoje.

## Demografia
W 2020 roku osiedle wiejskie zamieszkiwało 2070 mieszkańców.

## Miejscowości
W skład jednostki administracyjnej wchodzi 50 miejscowości (wyłącznie dieriewnie): Bieriezino, Błażkino, Bolszaja Bieriezina, Borodino, Bystrowka, Cegielnia, Centnierowka, Chalutino, Chomino, Czuszai, Driagili, Dubrowka, Golaszowo, Izubri, Jelisiejewka, Jefriemowo, Kazimirowo, Kienowo, Klemiatino, Komintiern, Korolewo, Koty, Lisikty, Lubawiczi, Makarowka, Małaja Bieriezina, Mochnaczi, Makowskoje, Morgi, Niewzuczje, Piezoły, Portasowo, Sieriedki, Sitowszczina, Słoboda, Słobodiszcze, Soboli, Sołowji, Staraja Striełka, Starodubowszczina, Szełkowo, Szubki, Szyłowo, Wołkowo, Zagorje, Założje, Zaoliszcze, Zarieczje, Zorczino, Zui.
Zlikwidowaną miejscowością jest dieriewnia Mazaniki.

## Transport
Przez jednostkę administracyjną Lubawiczskoje przebiega 7 dróg rejonowych: 66N-1608 (droga R120 / Rudnia – Lubawiczi – Wołkowo)), 66N-1612 (droga 66N-1608 / Lubawiczi – Szyłowo – Izubri), 66N-1614 (droga 66N-1608 / Centnierowka – Kazimirowo – Szyłowo), 66N-1617 (droga 66N-1608 / Lubawiczi – Czuszai), 66N-1619 (droga 66N-1608 / Wołkowo – Zarieczje – Driagili), 66N-1621 (Szubki / droga 66N-1608 – Bystrowka – droga 66N-1614), 66N-1633 (droga 66N-1614 – Korolewo).
Wzdłuż północnej granicy osiedla wiejskiego przebiega linia kolejowa Smoleńsk – 462 km (przystanek kolejowy 450 km).